# Orvosi képalkotás

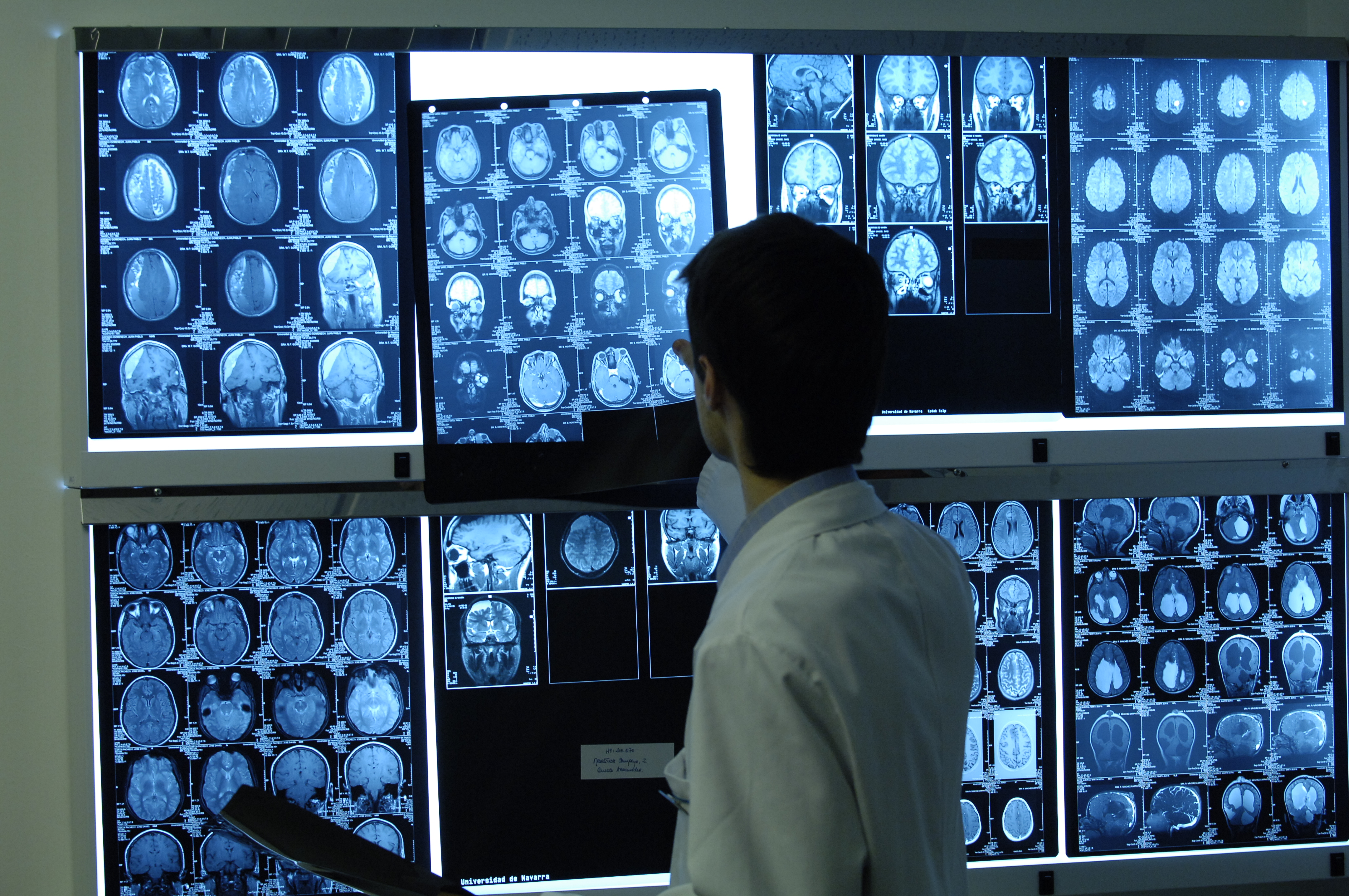
MRI-felvételek napjainkban

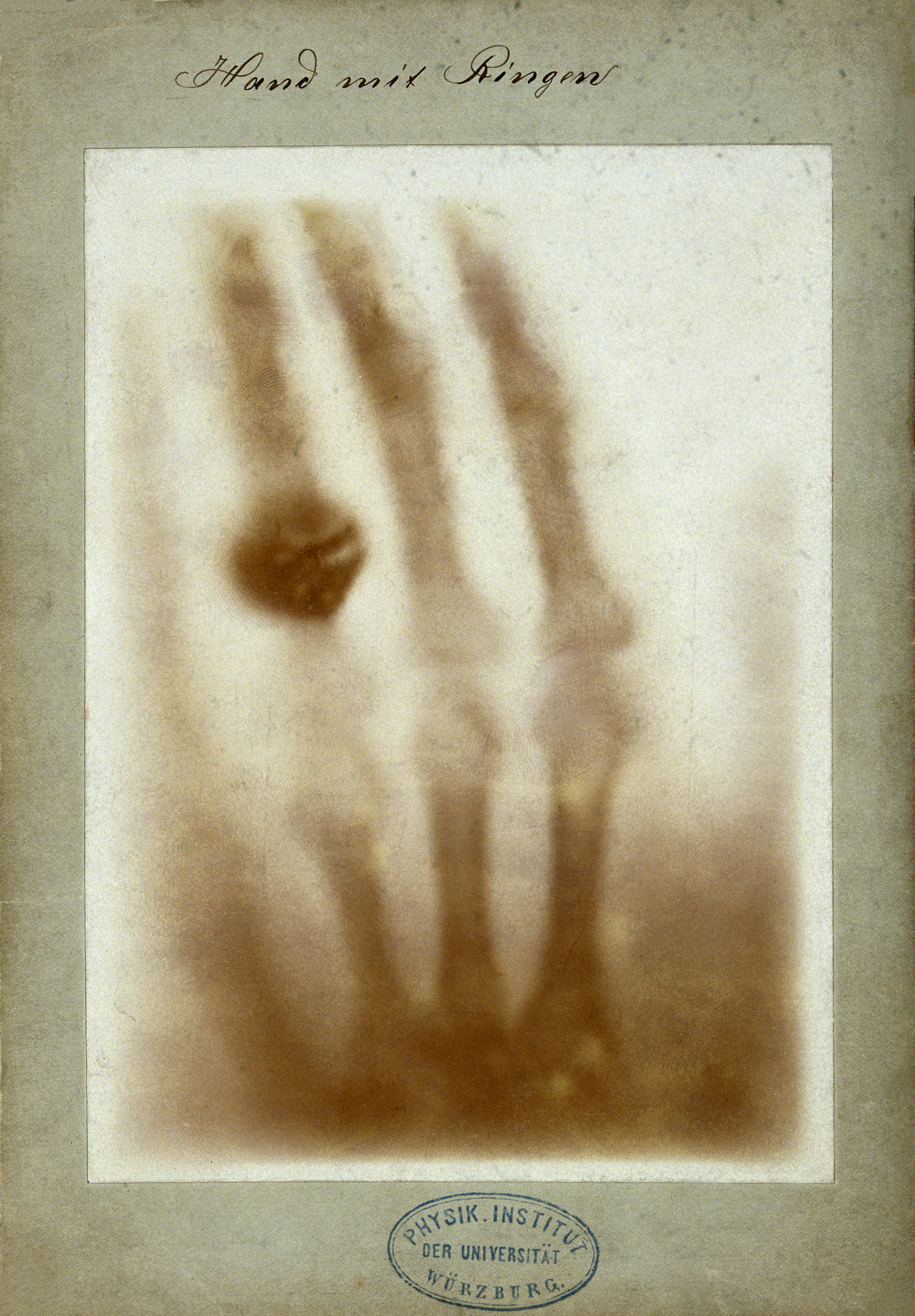
Röntgenkép 1895-ből

Az orvosi képalkotás kifejezés azokra a technikákra és eljárásokra utal, amelyeket arra használnak, hogy az emberi testről (vagy annak bizonyos részéről) klinikai (orvosi eljárások, amelyek segítségével feltárhatunk, diagnosztizálhatunk és vizsgálhatunk különböző rendellenességeket) vagy tudományos (beleértve a normál anatómiai és fiziológiai tanulmányokat) célból képeket alkossanak.
Tágabb értelemben és mint tudományág az orvosi képalkotás a biológiai képalkotás része, és magában foglalja a radiológiát, endoszkópiát, (orvosi) termográfiát, orvosi fotográfiát és mikroszkópiát (pl. különböző patológiák felderítésének céljából).
Azok a technikák, mint például az EEG, MEG, amelyek elsődlegesen nem is a hagyományos értelemben vett képek készítésére hivatottak, viszont kiválóan alkalmasak feltérképezésre (beleértve a térbeli információ nyújtást), szintén az orvosi képalkotó eljárások közé tartoznak.
Az orvosi képalkotás kifejezés azokra a technikákra és technológiai eljárásokra utal, amelyeket arra használnak, hogy az emberi testről klinikai vagy tudományos célból képeket alkossanak.

## Áttekintés
Klinikai kontextusban az orvosi képalkotás általában egyenlő a radiológiával, és az orvos (radiológus) feladata a képek értelmezése.
A tudományos vizsgálatok terén az orvosi képalkotás egyfajta altudományát alkotja a biomedikális technikáknak, az orvosi fizikának és általában véve az orvostudománynak. A műszeres vizsgálatok, a képalkotó eljárások és a modellezés területén tapasztalható fejlesztés és kutatás általában a biomedikális technológia, az orvosi fizika és a számítástechnika területeihez köthető. Az orvosi képek alkalmazása és értelmezése legfőképpen a radiológia eszköze, de az orvostudomány egyéb ágaira (idegtudomány, kardiológia, pszichiátria, pszichológia) is jellemző. Számos, eredetileg orvosi képalkotás céljából kifejlesztett technikának van tudományos és ipari alkalmazása/felhasználása is.
Az orvosi képalkotást gyakran értelmezik úgy, mint azon technikák sorát, amelyek segítségével nem invazív módon készíthetünk képeket testünk „belső oldaláról”. Ebben a szigorú értelemben az orvosi képalkotásra úgy tekinthetünk, mint a matematikai inverz problémák megoldására. Ez azt jelenti, hogy a hatásból (a megfigyelt jelből) következtetünk az okra (az élő szövet tulajdonságaira). Az ultrahangvizsgálat esetében pl. az ultrahanghullámok és a visszhangok mutatják a szövetben a belső struktúrát. A röntgenvizsgálat során pedig a röntgensugárnak a különböző típusú szöveteknek (mint pl. csont, izom, zsír) megfelelően különböző mértékben történő elnyelődéséből juthatunk fontos információkhoz.

## Képalkotó technológiák

### Elektron mikroszkópia
Az elektron mikroszkóp egy olyan mikroszkóp, ami nagy felbontó erejének köszönhetően a legapróbb részleteket is fel tudja nagyítani az elektronok mint megvilágítási források felhasználásának köszönhetően, és ez a nagyítás kétmilliószoros is lehet.
Az elektron mikroszkópiát az anatómiai kórtanban szokás alkalmazni a sejten belüli szervek azonosítására. Bár az immun hisztokémia nagymértékben csökkentette használatát, bizonyos vesebetegségek azonosításához még mindig elengedhetetlen.

### Radiográfia
A röntgenképeknek két formája használatos az orvosi képalkotásban; ez a projekciós radiográfia és a fluoroszkópia, ez utóbbit katéterezéskor használják. Ezeket a kétdimenziós technikákat még mindig széles körben alkalmazzák a háromdimenziós tomográfia elterjedésének ellenére, annak köszönhetően, hogy nem túl költséges eljárások, magas felbontóképességgel rendelkeznek és alacsonyabb sugárzási dózis jellemzi őket. Ez a technika, mellyel röntgensugarakat bocsátanak ki, a modern orvostudománynak megfelelő és az abban elsőként alkalmazott képalkotó eljárás.
A fluoroszkópia a radiográfiához hasonlóan a test különböző struktúráiról alkot valós idejű képeket, de konstans röntgensugarakat alkalmaz alacsony dózisban. Kontraszt anyagként báriumot, jódot vagy éppen levegőt használnak, hogy láthatóvá tegyék a belső szerveket azok működése közben. Ehhez az eljáráshoz szükség van egy ún. képreceptorra, amely képes a sugarakat képpé konvertálni, miután azok szétterjedtek a teljes megfigyelni kívánt területen.
A projekciós radiográfiát, ismertebb nevén a röntgensugárzást leggyakrabban arra használják, hogy meghatározzák egy törésnek a típusát és kiterjedését, de ugyanúgy használják pl. a tüdőben lévő elváltozások kimutatására is. Átlátszó sugárzó kontrasztanyagok (pl. bárium) segítségével használják továbbá a gyomor és a belek struktúráinak láthatóvá tételére, így kimutathatók fekélyek vagy akár béldaganatok is.

### Mágnesesrezonancia-képalkotás (MRI)
A mágneses rezonancia vizsgálat lényege, hogy az emberi szövet vízmolekuláiban lévő hidrogén magot (egyszerű proton) erős mágnesekkel polarizálják és gerjesztik, ezáltal egy detektálható jelet produkálnak, amely a testről alkotott képeken térben kódolt. Röviden, az MRI-hez háromféle elektromágneses mezőre van szükség; egy nagyon erős (tesla nagyságrendű) statikus mágneses mezőre a hidrogén mag polarizálásához, melyet statikus mezőnek hívnak, egy gyengébb, időben változó (1 kHz nagyságrendű), téri kódoláshoz szükséges, ún. gradiens mezőre és egy gyenge rádiófrekvenciás (RF) mezőre, mely egy RF antennán keresztül összegyűjthető, mérhető jelek produkálását lehetővé tevő manipulációjára képes a hidrogénmagoknak.
Akárcsak a CT, hagyományosan az MRI is egy kétdimenziós képet alkot a testnek egy vékony „szeletéről”, ezért tomografikus képalkotó eljárásnak tekinthető. A modern MRI eszközök segítségével azonban már képesek háromdimenziós képek készítésére is. Ellentétben a CT-vel az MRI vizsgálat során nem alkalmaznak ionizált sugárzást, ezért az nem is jár együtt a CT-re jellemző egészségügyi kockázatokkal, pl. nincsenek ismert, hosszú távon káros következményei az erős statikus mezőnek való kitételnek (bár ez azért vita tárgyát képezi), éppen ezért nincs is limitálva azoknak a scan-eknek a  száma, amelyeknek egy adott egyén alávethető, szemben a röntgensugárzással vagy a CT-vel. Bár meg kell említenünk, hogy azért vannak bizonyos könnyen azonosítható egészségügyi kockázatai az MRI-nek is az RF mezőnek való kitételből adódó szövetfelforrósodásnak köszönhetően, de ugyanúgy lehetnek káros következményei a testbe beültetett különböző eszközök (pl. pacemaker) meglétének is. Ezek a kockázatok azonban kontrollálhatók a scanneléshez kapcsolódó, már kialakult protokollok betartásával.
Mivel a CT és az MRI a szövetek különböző tulajdonságaira érzékenyek, a képek minősége is látványosan különbözik.
Az MRI vagy eredeti nevén NMR csak az 1980-as évek eleje óta használatos technika. Az intenzív statikus mágneses mezőnek való hosszú távú vagy esetleg ismételt kitételnek nincsenek ismert következményei.

### Nukleáris orvostudomány
A nukleáris orvostudomány elnevezés magában foglalja mind a nukleáris sajátosságok felhasználásával történő diagnózis felállítást, mind pedig a betegségek kezelését. Ezen képalkotó eljárás során a radioaktív magból kibocsátott energiával teli fotonokat használják a különböző rendellenességek kimutatására.
A Gamma-kamerákat arra használják a nukleáris orvostudományban, hogy azonosítsák a rendellenességekkel gyakran összefüggő biológiailag aktív területeket. Egy rövid életű izotópot (mint pl. a 123I) juttatnak a páciens szervezetébe. Ezek az izotópok sokkal könnyebben szívódnak fel a test olyan biológiailag aktív régióban, mint pl. a daganatok vagy a csontokban lévő törések helyén.
Pozitron emissziós tomográfia (PET): eleinte az agy és a szív különböző rendellenességeinek felismerésére használták. Hasonlóan a nukleáris orvostudományhoz, itt is egy rövid életű izotópot, pl. a 18F-et egyesítik egy, a test által felhasznált anyaggal, pl. a glükózzal, mely a vizsgált daganatban felszívódik. A PET-scanneket gyakran készítik párhuzamosan a CT-scannekkel, ami megoldható ugyanazzal a géppel, anélkül, hogy a pácienst mozgatni kellene. Így lehetővé válik a PET által azonosított daganat mellett a beteg testének részletes anatómiai feltárása is a CT segítségével. Egy további tomográfiás technika még a SPECT, mely szintén gamma-kamerás módszerrel végzi rekonstrukciót.

### Fotoakusztikus képalkotás
A fotoakusztikus képalkotás egy nemrégiben kifejlesztett, fotoakusztikus hatáson alapuló hibrid modalitást alkalmazó eljárás.  Lényege, hogy kombinálja az optikai abszorpció, illetve az ultrahangos téri felbontás előnyeit a lehető legjobb felbontóképesség érdekében. Újabb keletű kutatások bizonyították, hogy a fotoakusztikus képalkotás in vivo alkalmas erekben lévő elzáródások kimutatására, a vér oxigenizáció feltérképezésére, funkcionális agyi képalkotásra, melanoma detektálására, stb.

### Mell-termográfia
A Digitális Infravörös Képalkotó Termográfia legfőbb tétele szükségképpen azon az elven alapul, hogy abban a szövetben is, amely még a daganat kialakulása előtti állapotban van, illetve a már fejlődő mellrákot körülvevő szövetben is magasabb a metabolikus aktivitás és az erekben lévő keringés, mint a normál mellszövetben. A rákos daganatok folyamatos tápanyag utánpótlást igényelnek, sőt egyre növekvő mennyiséget vesznek igénybe, ezért növelik a sejtjeikbe áramló keringést azáltal, hogy véredényeiket állandóan nyitva tartják, illetve még újabbakat is képeznek (neoangiogenezis). E folyamat hatására gyakran tapasztalhatunk a mell adott területén megnövekedett hőmérsékletet.
A Digitális Infravörös Képalkotás során egyedülállóan érzékeny orvosi infravörös kamerákat és kifinomult számítógépeket használnak a detektáláshoz, elemzéshez, valamint ahhoz, hogy a hőmérsékleti eltérésekről magas felbontóképességű diagnosztikai képeket állítsanak elő. Az eljárás érzékenységének köszönhetően adott esetben ezek a hőmérsékletbeli eltérések lehetnek az első jelei a mellráknak vagy a közvetlenül a daganat kialakulása előtti állapotban lévő mellnek.

### Tomográfia
A tomográfia egy képalkotási módszer, mely egy tárgy egy szeletéről vagy sík felületéről készít képet, egy ún. tomogramot eredményezve. Különböző formái léteznek a tomográfiának:
- Lineáris tomográfia: ez a tomográfia legalapvetőbb formája. A páciens felett A pontból B pontba mozog a röntgensugarakat kibocsátó cső, míg a röntgenfilmet tartalmazó másik egység a páciens alatt mozog szimultán módon B pontból A-ba.  Az alátámasztási pont vagy forgáspont az érdeklődésünknek megfelelő területhez van beállítva. Ily módon a gyújtóponti sík felett és alatt lévő pontok elmosódottak, akárcsak akkor, amikor a kamera pásztázásakor a háttér elmosódik. Ma már a CT-vel helyettesíthető az eljárás.
- Poli-tomográfia: Ez egy bonyolultabb formája volt a tomográfiának. Ezzel a technikával képesek voltak számos geometrikus mozgást programozni, mint például a ciklikus, a 8-as alakzatú vagy az elliptikus mozgást. A Philips Medical Systems kifejlesztett egy ilyen eszközt, melyet Polytome-nak hívtak. Ezt egészen az 1990-es évekig használták is, mivel kicsi és bonyolult fiziológiai egységekről is tudott képet alkotni, mint például a belső fülről, amelyet akkoriban még bonyodalmasabb lett volna CT-vel vizsgálni. Mára viszont már felváltotta a CT ezt az eljárást annak köszönhetően, hogy sokat fejlődött.
- Zonográfia: Ez a lineáris tomográfia egy változata, ahol a mozgás egy meghatározott ívét használják. Ezt az eljárást még mindig alkalmazzák néhány helyen, hogy láthatóvá tegyék a vesét egy intravénás urogram közben.
- Orthopantomográfia. Ez az egyetlen még használatban lévő közönséges tomográfiás vizsgálat, mely pl. az alsó állkapocs röntgenes vizsgálatára szolgálhat.
- Komputált tomográfia (CT) vagy Komputált Axiális Tomográfia (CAT): a CT-scan vagy CAT-scan egy helikális tomográfia =későbbi generáció), amely hagyományosan kétdimenziós képeket készít a test egy-egy vékony szekciójának szerkezetéről. Röntgensugárzást alkalmaz. A projekciós radiográfiához képest nagyobb mennyiségű ionizált sugarat bocsát ki, ezért a scan-ek ismétlését korlátozni kell, hogy elkerüljük a káros egészségügyi következményeket.

### Ultrahang
Az orvosi ultrahangvizsgálat megahertz nagyságrendű magas frekvenciájú, széles sávú hanghullámokat (ultrahang) használ, melyeket a szövet különböző mértékben ver vissza, melyekből képeket lehet nyerni. A legtöbben erről a terhes nőben lévő magzatról alkotott képre asszociálnak, holott az ultrahangvizsgálat alkalmazási köre ennél jóval szélesebb. Használják még hasi szervekről, a szívről, a mellről, az izmokról, az inakról, az artériákról és a vénákról való képalkotásra is.
Kevésbé alkalmas aprólékos anatómiai részletek vizsgálatára, mint pl. a CT vagy az MRI, mégis számos előnye van, melyeknek köszönhetően ideális eszköznek bizonyul rengeteg helyzetben, különösen azokban, amelyekben mozgó struktúrák működését kívánják vizsgálni valós időben, illetve nagy előnye, hogy nem bocsát ki ionizált sugárzást.
Egyelőre nem tudunk semmilyen, az alkalmazásából fakadó esetleges negatív következményről, tehát meglehetősen biztonságosnak tűnik. Ezenkívül viszonylag olcsó és könnyen végrehajtható a képalkotás. A kapott valós idejű képek felhasználhatók az irányított folyadéklebocsátásra és szöveti mintavételre. A doppler-ultrahangvizsgálat lehetővé teszi az artériás és vénás áramlás értékelését.

### Háromdimenziós képalkotás
Mostanára a technika fejlődésével lehetővé vált, hogy a CT, MRI és ultrahang szoftverek háromdimenziós képet állítsanak elő az orvos számára. Hagyományosan a CT és MRI scanek csak kétdimenziós statikus output létrehozására lennének képesek. Ahhoz, hogy háromdimenziós felvételeket kapjunk, nagyon sok scant kell készítenünk, illetve kombinálnunk kell ezeket bizonyos számítógépes műveletekkel, hogy egy háromdimenziós modellhez jussunk, melyet ekkor már az orvos is tud manipulálni. A háromdimenziós ultrahangfelvételek is nagyon hasonló módon készülnek.
A 3D-s vizualizációs módszerek, annak köszönhetően, hogy képesek láthatóvá tenni különböző struktúrákat, értékes forrásai mind a diagnosztikának, mind pedig a sebészeti beavatkozásoknak. Azoknak a szingapúri sebészeknek is kulcsfontosságú forrást jelentettek a 3D-s képek, akik 2003-ban megpróbáltak szétválasztani egy iráni ikerpárt, Ladan és Laleh Bijani-t, bár végül maga a műtét nem sikerült. A háromdimenziós technika ettől függetlenül hasonló operációk sikeréhez nagymértékben hozzájárult.
További eljárások, melyek közül néhányat még csak kutatási célokra használnak, és a klinikai gyakorlatban még nem:
- optikai tomográfia,
- elasztográfia,
- elektromos impedancia tomográfia,
- optoakusztikus képalkotás,
- szemészet,
- A-scan, B-scan,
- Cornea tomográfia,
- optikai koherencia tomográfia,
- lézeres szemtükörvizsgálat scannerrel.

## Fordítás
- Ez a szócikk részben vagy egészben  a   Medical imaging című angol Wikipédia-szócikk fordításán alapul.  Az eredeti cikk szerkesztőit annak laptörténete sorolja fel. Ez a jelzés csupán a megfogalmazás eredetét és a szerzői jogokat jelzi, nem szolgál a cikkben szereplő információk forrásmegjelöléseként.